# ماهر جاسم
ماهر جاسم (عربی: ماهر جاسم؛ زادهٔ ۲۲ ژانویهٔ ۱۹۸۹) یک بازیکن فوتبال اهل امارات متحده عربی است.
از باشگاه‌هایی که در آن بازی کرده‌است می‌توان به باشگاه فوتبال الشعب امارات، باشگاه فوتبال الوصل امارات، و تیم ملی فوتبال امارات متحده عربی اشاره کرد.
وی همچنین در تیم‌های ملی فوتبال UAE under-17 UAE under-20 امارات متحده عربی بازی کرده است.